# Rangdzsung Dordzse
Rangdzsung Dordzse, a harmadik Karmapa (1284-1339)

## Élete
Rangdzsung Dordzse 1284 első havának 8. napján született egy ház tetején a dél-tibeti Tingri Langkorban, holdkeltekor. Mikor világra jött, keresztbe tette a lábát, és így szólt: "A hold fölkelt." Édesanyja rossz jelnek tekintette ezt, és hamut szórt a szájába. Ennek következtében a fiú egészen hároméves koráig nem beszélt. Az apja azonban felidézte Karma Paksi szavait, és megakadályozta az anyát további babonás tetteiben.
Hároméves korában Randgzsung Dordzse, miközben a többi gyerekkel játszott, arra kérte őket, hogy csináljanak neki egy trónt. Fölült rá, és a fejére rakott egy saját maga által készített fekete koronát, majd kijelentette, hogy ő a Karmapa. Elmondta játszótársainak, hogy ők a szanszára – a születés és halál körforgásának – foglyai, de ő már túllépett ezen. A gyerekek hazamentek, és elmesélték a szüleiknek, hogy milyen figyelemre méltó dolgokról hallottak.
A fiút a Tingriben lévő buddhaszoborhoz vitték a szülei, ahol a szoborból egy szivárvány olvadt belé. Megtanult néhány buddhista előírást az apjától, és az abc-t is tudta, pedig senki sem tanította meg neki. Álmaiban többször tiszta látomásai voltak.
Ötéves korában azt mondta apjának, hogy szeretné látni Urgyenpa sziddhát, így együtt elutaztak arra a helyre, ahol a sziddha tartózkodott. Érkezésük előtti napon Urgyenpa álmában megjelent Karma Paksi, és azt mondta, hogy másnap meglátogatja. Kora reggel Urgyenpa közölte tanítványaival a jó hírt, mire a tanítványok felállítottak egy trónt, és nagy ünnepséget szerveztek. Amikor a gyermek az apjával együtt megérkezett, egyenesen a trónhoz ment, felmászott rá és leült. "Ki vagy te, hogy a tanítóm trónjára ülsz?" – kérdezte a sziddha – "Én vagyok a híres Láma Karmapa" – válaszolt a fiú. Urgyenpa ezután megkérte, hogy fedje fel első találkozásuk történetét, mire a fiú ezt felelte: "Egyszer egy nagy sziddha látogatott el hozzám – te voltál az –, és India földjén tett nagy zarándokútjairól, utazásairól mesélt nekem". Ezután lemászott a trónról, és leborult a sziddha előtt, majd közölte, hogy előző életében ő volt a tanító, de ebben az életben Urgyenpa tanítványa lesz. Ezek után megnézték azt a jóslatot, amit Karma Paksi hagyott hátra, így teljesen egyértelművé vált, hogy a gyermek a Karmapa.
Karmapa megkapta Urgyenpa sziddhától a Csakraszamvara, a Hevadzsra, a Kalacsakra és a Vadzsrakila beavatásokat csakúgy, mint Vadzsrapáni különleges tanításait. Hétéves korában elsődleges felszentelést kapott Torpuva kolostorban Kunden Serabtól, és az ő felügyelete alatt tanulmányozta a Pratimoksa-tanításokat. Egy Urgyenpától kapott nagyobb beavatás alkalmával tanítóját Csakraszamvara formájában látta. Valamivel később a nagy védelmező, Mahakála és Ekadzata jelentek meg előtte, és arra kérték, hogy menjen Curpuba, amilyen gyorsan csak lehetséges.
Ez idő alatt Láma Nyence Gendün Bumnak, aki Curpuban tartózkodott, látomása volt Csenréziről, aki elmondta neki, hogy megszületett Gyalva Karmapa új inkarnációja. Hamarosan meg is érkezett Karmapa Rangdzsung Dordzse, akit mindenki nagy tisztelettel vett körül abban a hatalmas kolostorban, melyet még az első inkarnációja alapított. Láma Nyenré átadta Naropa sziddha Hat Jógáját a Mahamudra megvalósítására vonatkozó részletes instrukciókkal és a Mula Hevadzsra Tantrába való teljes beavatással együtt.
Karmapának volt egy látomása, melyben tanítóját a Kagyü Vonal lámái vették körül. Ekadzata jogini megjelent, és egy száraz gallyat ajándékozott Karmapának, amit ő elültetett, és ebből később egy nagy fa nőtt. Karmapa tanulmányozta a régi és új tantrákat, és a Csö-szertartást.
Tizennyolc éves korában teljes szerzetesi felszentelést kapott Szakja Zonu Csangcsubtól, és tanulmányozta a Vinaja előírásait és Tara gyakorlatát. Elutazott a Karma Gön-kolostorba, melyet első inkarnációja hozott létre, és megalapította a Laten nevű kis szentélyt és elvonulási helyet mintegy félnapi járóföldre a kolostortól. Egy alkalommal a szentély hirtelen kigyulladt, a fiatal láma egy marék gabonát dobott a lángok közé, miközben mantrákat recitált, s a tűz kialudt.
Következő útja Rongcen Kava Karpohoz, Csakraszamvara zarándokhelyéhez vezetett, melyet előző inkarnációjában tett elérhetővé mindenki számára. Ezután látogatást tett Nesznang kolostoraiban, ahol a helyi harcok miatt igen bizonytalanná vált a helyzet. Karmapa békítőként lépett fel, és véget vetett minden ellenségeskedésnek. Amint a béke teljesen helyreállt, visszatért Tibetbe, ahol írt egy magyarázatot a Mula Hevadzsra-tanításhoz. Tanulmányozta a Nagy Beteljesülés tanait, a Kalacsakra Tantrát, a kagyüpák egyéb magas szintű tanításait, és tökélyre fejlesztette az általános filozófiában való jártasságát. Láma Bare az orvostudomány alapvető szövegeivel, Cültrim Rincsen a Gujaszamadzsa-tanításokkal, Rigdzin Kumararadzsa pedig Vimalamitra Szívcsepp Tanával és Niguma titkos tanításaival ismertette meg.
Karmapa visszatért Curpuba, és a Pema Csungcong elvonulási helyen meditált. Egy látomásban Urgyenpa sziddha jelent meg előtte, aki átadta neki Karma Paksi speciális tanításait, és beavatta Tilopa sziddha mély tanításaiba. Guru Padmaszambhava is megjelent neki, és megáldotta őt. Folytatva meditációját látta, amint a külső és a belső világ bolygói és csillagai egybeolvadtak – ez nagy hatással volt rá, így írt egy tanulmányt az asztrológiáról, mely később egy új asztrológiai rendszer alapja lett.
Egy Curpu mögötti hegyvonulaton Randgzsung Dordzse egy hatalmas új kolostort alapított, mely számos, elvonulásra alkalmas barlanggal rendelkezett, és a Decsen Jangri nevet kapta. Itt egy újabb tanulmányt írt Mély Belső Jelentés címmel. Ezután Dél-Tibetbe utazott, és egy elvonulási centrumot alapított Nakpuban. Kong, Lung és Ral tartományokban beszédeket tartott az embereknek. A Bhután közelében fekvő Trak Runál alapított egy nagy kolostort.
1326-ban ellátogatott Lhászába, ahol tanításokat, beavatásokat adott és áldást osztott.
Tok Temur, a mongol császár, aki egész Kínát uralta, meghívta Karmapát az udvarába. Curpun keresztül a Khamban lévő Dam Sungba vezetett útjuk, ahol váratlanul villámlani és havazni kezdett, ami nem felelt meg az adott évszak időjárásának. Karmapa meditált eme baljós előjel értelmén, és úgy találta, hogy ez a császár közelgő halálát jelzi, így visszafordult Curpuba, és ott töltötte a telet. Ezen időszak alatt zarándokútra küldte az összes vele utazó kínai megbízottat.
1332 második havának első napján, a tavasz kezdetén, Karmapa újra elindult Kína felé. Amikor Khamba értek, felgyorsította az utazást annak reményében, hogy hátha találkoznak még Tokh Temur császárral a halála előtt. Azonban Csin Csou Onba érkezve, ami már Kínában van, a mennydörgések arra figyelmeztették, hogy már túl késő, így tábort vertek, és Karmapa elvégezte a halállal kapcsolatos szertartásokat. Az utazás folytatódott, és a csapat 1332 tizedik havának 18. napján megérkezett a Tai Ja Tu-palotába, ahol megtudták, hogy a császár azon a napon halt meg, amikor a váratlan mennydörgéseket hallották. Rincsen Pal, aki a palotáért volt felelős, hivatalosan köszöntötte Karmapát a királyi család tagjaival, a miniszterekkel, a szerzetesekkel és a világiakkal együtt. Mindenki nagy tisztelettel vette körül őt, és megkapták áldását. Rangdzsung Dordzse tett egy jóslatot a Rincsen Palra leselkedő szerencsétlenségről. Egy hónappal később Karmapa nagy ünnepséget tartott, és elvégzett egy szertartást az elhunyt császár emlékére. A néhai császárt bátyja, Togon Temur követte volna a trónon, de az asztrológusok azt javasolták, hogy várjon hat hónapot. A közbeeső időben E Le Temur régens vette át az uralkodói teendőket. 1333 első havának tizenötödik napján aztán az új császárt Karmapa ünnepélyes keretek között megkoronázta, áldást és beavatásokat adott neki és családjának. Viszonzásul a császár a "Vallás Mindentudója, Buddha Karmapa" megtisztelő címet adta neki. Százezrek voltak szemtanúi ezeknek az igen kedvező eseményeknek.
1334 ötödik havának tizenötödik napján Karmapa visszatért Tibetbe, több új kolostort alapítva az úton. Ellátogatott Rivo Ce Ngahoz, Mandzsusri Bodhiszattva nagy hegyi zarándokhelyéhez, ahol több gyakorlatot is elvégzett, és egy napon kedvező látomása volt magáról a Bodhiszattváról. 1335 kilencedik havában Curpuba ért, majd ellátogatott Minyába, és fölkeresett minden kagyü kolostort annak érdekében, hogy friss erőt öntsön a Dharmába ezeken a területen. Miközben Avalokitésvara-beavatást adott az egybegyűlteknek, egy szivárvány jelent meg az égen, és virágeső hullott. Így a területen sok bönpo és nem buddhista is áttért a buddhizmusra. Ugyanebben az időben egy helyi háború tört ki Vangdzso és Minya tartományok között. Kereskedők egy nagy csoportját, akik háromezer jakkal Minyában tartózkodtak, váratlanul túszul ejtettek, és kivégzéssel fenyegették. Azonban Karmapa közbeavatkozott, és megmentette őket. Ezután segített békés megegyezést találni a háborúzó feleknek, ecsetelve nekik az együttérző cselekvés értékét a hétköznapokban. Végül visszatért Karma Gönbe bár Északkelet-Tibet és főleg Minya tartomány védelmezői arra kérték őt, hogy maradjon, és folytassa a Dharma terjesztését.
1335 nyolcadik havának huszonötödik napján a Khamban található Dan tartományban mondott beszédet. Ugyanezen év kilencedik havában visszatért Curpuba, majd újabb meghívást kapott Kínába. Ehelyett azonban Lhászába utazott, ahova a tizenegyedik hó 10. napján meg is érkezett. Itt a kínai császár újabb követe várta, aki arra kérte, hogy látogasson Kínába. Lhásza közelében Randgzsung Dordzse ellátogatott a nagy Szamje-kolostorba és a híres Csimpu-szentélybe – itt öt hónapot töltött mély meditációban. Ez idő alatt látomása volt Guru Padmaszambhaváról és a dakinik mandalájáról. Elrendelte a buddhista írások, a Kangyur és a Tengyur újabb másolatainak elkészítését.
1336 nyolcadik havában Karmapa újra elindult Kínába, Curput is útba ejtve. A hosszú úton több szertartást is elvégzett, míg végül megérkezett a Tai-ja Tu palotába. A kínai császár a kapuknál várta, és szívélyesen köszöntötte. Nagy ünnepséget tartottak a tiszteletére.
Karmapa tizenegy napot töltött a Tai-ja Tu, a Tai-ja Ci és a Tai-ja Sri palotákban, tanításokat és beavatásokat adva. A nagy Tai-ja Tu palotában egy kolostort alapított főként a Karmapa-vonal részére, ahol elkészítették a vörös négykarú Avalokitésvara mandaláját, ezenkívül a nagy kagyü-tanítók néhány szobrát is elhelyezték itt. A császár a Csakraszamvara-mandala palotát Karmapának ajándékozta.
Néhány befolyásos minisztert aggodalommal töltötte el Karmapa jelenléte, úgy érezték, hogy az általa terjesztett tanítások politikai törekvéseiket akadályozhatják. Elrendelték néhány kínai és mongol szentély lerombolását, majd azonnali számonkérést követeltek. Ezt annak rendje és módja szerint megszervezték: a császárnak is és Karmapának is felelnie kellett. A vádra – mely szerint csak saját politikai érdekeinek tesz eleget – Karmapa azt felelte, hogy ő csak a mindenek felett álló császár kérésére jött Kínába, és ha bárki nemkívánatosnak tartja jelenlétét, akkor elhagyja az országot. Karmapát nagy szomorúsággal töltötte el az események ezen fordulata, hiszen jövetelének egyedüli célja az volt, hogy az emberek segítségére legyen a buddhista Dharmával, nem volt semmiféle politikai ambíciója. A kínai császár teljesen fel volt háborodva, és arra kérte Karmapát, hogy maradjon. Miután elvégzett néhány szertartást, hogy véget vessen egy súlyos aszálynak, ami Kína néhány részét érintette, Karmapa tudatta, hogy közeleg az idő, hogy elhagyja a testét. A császár esdekelve kérte, hogy ne haljon még meg, és folytassa tovább tevékenységét Kínában, azonban Karmapa közölte, hogy eljött távozásának az ideje, és Kongpo területén fog újraszületni. Végül azt is mondta, hogy vissza fog térni Kínába, és újra látni fogják egymást a következő inkarnációjában.
Kuncsok Rincsennek, aki személyi titkára volt, átadta a részletes leírását annak, hogy hol fognak következő inkarnációjára bukkanni, majd hozzátette azt is, hogy a megfelelő időben fel fogja fedni magát. 1339 hatodik havának 11. napján a nagy Csakraszamvara-mandala előtt, miután befejezte a teljes szertartást és minden résztvevőnek adott az áldott pirulából, meghalt.
Nagy volt a gyász. Másnap kora reggel a palota őrszemei felnéztek az égre és a teliholdban tisztán kivehető volt Karmapa alakja. Azonnal meghúzták a harangokat, hogy felkeltsék a császárt és a császárnőt, akik kinézve a palota ablakán meglátták értékes tanítójukat a hold "mandalájában". A következő napon egy neves mestert rendeltek az udvarba, hogy faragja ki Gyalva Karmapa mását, ahogy megjelent a holdkorongon. A mű gyönyörűre sikerült, és a császár legbecsesebb tulajdonává vált.
Rangdzsung Dordzse, a harmadik karmapa ötvenhat éves korában hunyt el.

## Magyarul
- A közönséges tudat és a bölcsesség III. Karmapa Rangdzsung Dordzse. Khenpo Cering tanítása; Buddhista Meditáció Központ, Tar–Bp., 2007
- Az ego átvágásának drágakőfűzére; összeáll. Harmadik Karmapa Rangdzsung Dordzse, leírta Mahasziddha Karma Csagme, ford. Urgyen; Damaru, Bp., 2018
- Közvetlen rámutatás buddhatermészetünkre; Khenpo Csödrak Tenphel rinpocse magyarázatában; Buddhista Meditációs Központ–Magyarországi Karma Kagyüpa Buddhista Közösség, Bp.–Tar, 2018

1. 1 2  P66